# Permeabilnost vakuuma
Permeabilnost vakuuma, magnetska permeabilnost vakuuma ili magnetska konstanta (oznaka μ0) je prirodna ili fizikalna konstanta magnetske permeabilnosti za vakuum, koja iznosi:
{\displaystyle \mu _{0}=4\cdot \pi \times 10^{-7}({\rm {{N/A^{2}})\approx 1,2566370614\cdots \times 10^{-6}({\rm {{N/A^{2}};{\rm {{H/m})}}}}}}}
u SI sustavu, osnosno tesla · metar po amperu (T · m/A). Permeabilnost vakuuma je jednaka recipročnoj vrijednosti umnoška dielektrične permitivnosti vakuuma ε0 i kvadrata brzine svjetlosti c u vakuumu:
{\displaystyle \mu _{0}={1 \over {\varepsilon _{0}\cdot c^{2}}}}

## Coulombov zakon
Coulombov zakon je jedan od osnovnih zakona elektrostatike koji je 1785. utvrdio Charles-Augustin de Coulomb: "električna sila F između dvaju električki nabijenih točkastih tijela (odbojna ili privlačna, ovisno o tome jesu li tijela jednakih ili suprotnih električnih naboja) razmjerna je količinama električnoga naboja q a obrnuto razmjerna kvadratu udaljenosti r između tijela" (napomena: vrijedi samo u vakuumu):
{\displaystyle F={\frac {1}{4\cdot \pi \cdot \varepsilon _{0}}}\cdot {\frac {q_{1}\cdot q_{2}}{r^{2}}}}
gdje je: ε0 - dielektrična konstanta vakuuma. Sila je najjača u vakuumu, a slabija u svim drugim sredstvima:
{\displaystyle F={\frac {1}{4\cdot \pi \cdot \varepsilon }}\cdot {\frac {q_{1}\cdot q_{2}}{r^{2}}}={\frac {1}{\varepsilon _{r}}}\cdot {\frac {1}{4\cdot \pi \cdot \varepsilon _{0}}}\cdot {\frac {q_{1}\cdot q_{2}}{r^{2}}}}
gdje je: εr - relativna dielektrična permitivnost nekog sredstva ili tvari, ε - dielektrična permitivnost (ili samo permitivnosti) tvari.